# Corea del Norte en los Juegos Olímpicos de Nagano 1998
Corea del Norte estuvo representada en los Juegos Olímpicos de Nagano 1998 por un total de ocho deportistas, dos hombres y seis mujeres, que compitieron en dos deportes.
El portador de la bandera en la ceremonia de apertura fue el patinador de velocidad en pista corta Yun Chol. El equipo olímpico norcoreano no obtuvo ninguna medalla en estos Juegos.